# Alfonsoperla flinti
Genre
Espèce
Alfonsoperla flinti est une espèce d'insectes plécoptères de la famille des Gripopterygidae, la seule du genre Alfonsoperla.

## Distribution
Cette espèce se rencontre au Chili et en Argentine dans la province de Neuquén.

## Étymologie
Cette espèce est nommée en l'honneur de Carol et Oliver Flint.

## Publication originale
- McLellan & Zwick, 2007 : New species of and keys to South American Gripopterygidae (Plecoptera). Illiesia, vol. 3, no 4, p. 20-42 (texte intégral).